# جوناتان جکسون
جوناتان جکسون (Jonathan Jackson) (زادهٔ ۴ ژوئن ۱۷۴۳ میلادی – درگذشتهٔ ۵ مارس ۱۸۱۰ میلادی)، تاجر و سیاستمدار آمریکایی اهل نیوبوریپورت، ماساچوست بود. او بیشتر به دلیل خدماتش به عنوان نمایندهٔ ماساچوست در کنگرهٔ قاره‌ای در ۱۷۸۲، اولین مارشال ایالات متحده برای ناحیهٔ ماساچوست از ۱۷۸۹ تا ۱۷۹۱، خزانه‌دار و دریافت‌کننده کل ماساچوست از ۱۸۰۲ تا ۱۸۰۶، مشهور بود.
جکسون اهل بوستون بود و در ۱۷۶۱ از کالج هاروارد فارغ‌التحصیل شد و پس از آن به نیوبوریپورت، جاییکه علاوه بر سایر مشاغل تجاری، شغل موفقی را به عنوان یک تاجر صادرات واردات دنبال کرد، نقل مکان کرد. جکسون در طول انقلاب آمریکا یک میهن‌پرست بود. او کشتی‌های باری خود را به عنوان کشتی باری مسلح، برای آزار کشتی‌رانی بریتانیا به کار گرفت. قراردادهایی را برای تأمین تجهیزات، با ارتش قاره‌ای منعقد کرد و به دولت میهن‌پرستان، پول قرض داد. پس از انقلاب، او با شورش شیس مخالفت کرد، به حزب فدرالیست پیوست و در مقام‌های انتصابی از جمله مارشال ایالات متحده و ناظر درآمد داخلی ایالات متحده در ماساچوست، خدمت کرد.
جکسون علاوه بر خدمت در مجلس نمایندگان و سنای ماساچوست، به عنوان خزانه‌دار و دریافت‌کننده کل استان نیز خدمت کرد. او در بوستون درگذشت و در گرانری بورینگ گراند در بوستون به خاک سپرده شد.

## اوایل زندگی
جوناتان جکسون در ۴ ژوئن ۱۷۴۳ در بوستون به‌دنیا آمد. او پسر ادوارد جکسون (۱۷۰۸–۱۷۵۷) و دوروتی کوئینسی جکسون بود. او در ۱۷۶۱ از کالج هاروارد فارغ‌التحصیل شد و پس از آن به نیوبوریپورت نقل مکان کرد تا با پیوستن به پاتریک تریسی بازرگان، یک کسب و کار تجاری را آغاز کند.

## شروع حرفه
در ۱۷۶۶، جکسون، شریک جان برومفیلد در یک شرکت صادرات کالاهای ماساچوست شامل عرق نیشکر، بذر کتان، آهن و آرد از پنسیلوانیا و واردات کالاهایی از انگلستان، اسکاتلند و جزایر کارائیب شد. در ۱۷۷۴، او با جان و ناتانیل تریسی، پسران پاتریک تریسی و برادران همسر دوم خود، شریک شد.
با رویت شدن نشانه‌های آغاز انقلاب آمریکا، جکسون و تریسی‌ها، زمانی که دولت بریتانیا قوانین غیرقابل تحمل را تحمیل کرد و بسته شدن بندر بوستون باعث استفاده بازرگانان نیوانگلند از بندرها جایگزین شده بود، سود بیشتری بُردند. کسب و کار جکسون با ریسک قابل توجهی نیز همراه بود. او و شرکایش گاهی محصولات ممنوعه از جمله اسلحه و باروت را تجارت می‌کردند. یکی از کشتی‌های آن‌ها در سواحل پرتغال توسط نیروی دریایی بریتانیا توقیف شد.

## سال‌های انقلاب
جکسون با وجود وابستگی به تجارت خارجی، از حامیان انقلاب آمریکا شد. او در ۱۷۷۵ در کنگره استانی ماساچوست خدمت کرد. در ۱۷۷۶، او به کمیته مکاتبات ماساچوست پیوست و به عنوان رئیس کمیته استانی امنیتی، منصوب شد.
قبل از درگیری، جکسون برده‌ای به نام پومپی یا «پمپ» داشت. در ژوئن ۱۷۷۶، او پمپ را آزاد کرد و در سند آزادی او، به این باور اشاره کرد که برده‌داری نامناسب است، به ویژه که میهن‌پرستان برای آزادی‌های فردی که هر مردی باید داشته باشد، بحث می‌کرند. پمپ نام خانوادگی جکسون را انتخاب کرد و تا پایان جنگ به عنوان سرباز فلوت‌زن در ارتش قاره‌ای خدمت کرد.
جکسون در ۱۷۷۷ عضو مجلس نمایندگان ماساچوست بود. در ۱۷۷۸، دولت ماساچوست، پیش‌نویس قانون اساسی استانی جدید را برای بررسی، به شهرها ارائه داد. جکسون برای نوشتن پاسخی به نام «نتیجه اسکس» به چندین وکیل و تاجر شهرستان اسکس از جمله تئوفیلوس پارسونز پیوست. او نماینده مجمع قانون اساسی ماساچوست ۱۷۷۹–۱۷۸۰ بود، جاییکه با موفقیت از تصویب قانون اساسی ماساچوست حمایت کرد. در می ۱۷۸۲، فرماندار جان هنکاک، جکسون را برای یک صندلی خالی در کنگرهٔ قاره‌ای منصوب کرد، او تا نوامبر سال بعد خدمت نمود.
جکسون همچنین کشتی‌های تجاری خود را به کشتی‌های تجاری مسلح تبدیل کرد تا کشتی‌های بریتانیایی را از بین ببرد. علاوه بر این، او پیمان‌کار اصلی تأمین ارتش قاره‌ای بود. در طول جنگ، از او به دلیل دریافت هزینهٔ اضافی برای کالاهایی که در اختیار ارتش قرار داده بود و اتهاماتی مبنی بر افزایش قیمت برخی از تجهیزات بیش از ۲ هزار درصد، بازجویی کردند که او آن را انکار می‌کرد و این عاملی برای عصبانیت او بود. در حقیقت، کمک‌های جکسون به آرمان میهن‌پرستان، از جمله، وام‌هایی که به آهستگی بازپرداخت می‌شدند یا اصلاً بازپرداخت نمی‌شدند، تقریباً او را ورشکست کرده بودند.

## پس از انقلاب
علی‌رغم افت شرایط مالی، جکسون با شورش شیس، شورش بدهکاران ماساچوست در ۱۷۸۶ که توسط دانیل شیس رهبری می‌شد، مخالفت کرد. جکسون همراه با ساموئل آدامز و استفان هیگینسون، شورش را محکوم کرد و تظاهراتی را نیز در بوستون ترتیب داد. علاوه بر این، او به عنوان یک افسر سواره نظام در هنگ شبه‌نظامیان شهرستان اسکس خدمت می‌کرد که برای کمک به سرکوب شورش، فعال شده بود و دستیار ژنرال بنجامین لینکلن، فرمانده کل واکنش شبه‌نظامیان بود.
ترکیب شورش شیس و رکود اقتصادی باعث شد، جکسون در ۱۷۸۸ نشریه‌ای به نام افکاری، در مورد وضعیت سیاسی ایالات متحده، را که در آن دیدگاه‌های سیاسی فدرالیستی خود را بیان می‌کرد، منتشر کند. از نظر جکسون، رئیس‌جمهور جدید ایالات متحده و کنگره ایالات متحده باید دورهٔ طولانی‌تری داشته باشند و کنگره باید کوچک‌تر باشد. او قانون اساسی جدید ایالات متحده را تأیید کرد؛ اما این سؤال را مطرح کرد که آیا این قانون به اندازه کافی قوی است که رهبران سیاسی را از نزول‌ها و جریان‌های موقت افکارعمومی، محافظت کند. او همچنین معتقد بود که کنترل‌ها و توازن‌های قانون اساسی برای جلوگیری از عوام فریبی کافی نیست. رویدادهای دهه ۱۷۸۰ او را متقاعد کرد که نگرانی او، نگرانی مهمی بود.

## منصوب فدرال
در ۱۷۸۸، جکسون نامزد مجلس نمایندگان ایالات متحده بود، اما به بنجامین گودهو باخت. پس از اینکه جورج واشینگتن رئیس‌جمهور شد، جکسون او را در پایتخت موقت، نیویورک ملاقات کرد و قصد داشت به عنوان جمع‌کنندهٔ گمرک بندر بوستون منصوب شود. هنگامی که جکسون متوجه شد بنجامین لینکلن، برای درخواست قرار ملاقات مشابه در شهر حضور دارد، از مذاکره خود با واشینگتن برای مطرح کردن پرونده انتصاب لینکلن استفاده کرد. لینکلن منصوب شد؛ اما واشینگتن به قدری تحت تأثیر تمایل جکسون برای موکول شدن انتصاب به لینکلن قرار گرفت که جکسون را به عنوان اولین مارشال ایالات متحده برای ناحیه ماساچوست منصوب کرد. جکسون به عنوان مارشال، مسئول اجرای قوانین فدرال و نظارت بر زندانیان محکوم به جنایات فدرال بود. او همچنین بر اولین سرشماری ایالات متحده در ماساچوست نظارت داشت. در ۱۷۸۹، جکسون یک دوره در مجلس سنای ماساچوست عضو بود و در حالی که به سمت فدرال خود ادامه می‌داد، در آن خدمت کرد. هنگامی که واشینگتن در اکتبر ۱۷۸۹ از ماساچوست بازدید کرد، جکسون در طول توقفش در نیوبوریپورت، با چای از او پذیرایی کرد.
در ۱۷۹۱، جکسون به عنوان بازرس درآمد داخلی ناحیهٔ دوم ماساچوست منصوب شد و مسئولیت اجرای قوانین مالیاتی فدرال در همان منطقه‌ای را داشت که شورش شیس قبلاً در آن رخ داده بود. در ۱۷۹۶، جکسون به عنوان ناظر درآمد داخلی ماساچوست منصوب شد و جانشین ناتانیل گورهام شد. محل استقرار این مقام در بوستون بود و در نتیجه جکسون نیوبوریپورت را ترک کرد و در نزدیکی محل کارش اقامت گزید. در ۱۷۹۵، واشینگتن به جکسون سمت کنترل ارز ایالات متحده را پیشنهاد داد، اما جکسون نپذیرفت زیرا اقامت در ماساچوست را ترجیح می‌داد. جکسون تا ژوئیه ۱۸۰۲، زمانی که اولین رئیس‌جمهور دموکرات جمهوری‌خواه، توماس جفرسون، موفق به لغو مالیات‌های فدرال شد، به خدمت در سمت سرپرست ادامه داد.

## حرفهٔ مؤخر
جکسون در ۱۸۰۲ به عنوان خزانه‌دار و دریافت‌کنندهٔ کل ماساچوست انتخاب شد و تا ۱۸۰۶ خدمت کرد. او همچنین به عنوان رئیس بانک بوستون خدمت کرد و در ۱۸۰۷ به عنوان خزانه‌دار کالج هاروارد منصوب شد. در میان سرمایه‌گذاری‌های دیگر جکسون، نهادی به نام «صاحبان قفل‌ها و کانال‌ها در رودخانه مریماک» بود که برای حمایت از استفاده از نیروی آب برای ترویج رشد تجارت در نیوانگلند تشکیل شد.
در دوران بازنشستگی، جکسون در بوستون اقامت داشت. او در ۵ مارس ۱۸۱۰ در بوستون درگذشت. جکسون در گرانری برینگ گراند دفن شد. در هنگام مرگ، موفقیت جکسون در بازگرداندن وضعیت مالی خود با ارزش دارایی او، تقریباً ۲۶ هزار دلار، به ارزش حدود ۴۶۵ هزار دلار در سال ۲۰۲۲ ثبت شد.

## خانواده
در ژانویه ۱۷۶۷، جکسون با سارا بارنارد، دختر یکی از وزیران شهر سالم، ازدواج کرد. او در ۱۷۷۰ بر اثر بیماری سل درگذشت. جکسون نیز تقریباً در همان زمان بیمار شد و به یک دوره نقاهت طولانی برای بهبود نیاز داشت.
جکسون در ۱۷۷۲ با هانا تریسی، دختر شریک اول خود ازدواج کرد. آن‌ها والدین ۱۰ فرزند بودند: ادوارد، رابرت، هنری، چارلز، هانا، جیمز، سارا، پاتریک، هریت و مری.
دختر آن‌ها هانا با فرانسیس کابوت لوول ازدواج کرد که با پسرشان پاتریک تریسی جکسون وارد تجارت شد. پسر آن‌ها چارلز جکسون در دادگاه عالی ماساچوست خدمت می‌کرد. پسر آن‌ها جیمز جکسون پزشک شد و بیمارستان عمومی ماساچوست را تأسیس کرد.
نوادگان جکسون شامل الیور وندل هولمز جونیور که در دادگاه عالی ایالات متحده خدمت کرد و نوه پنجمش پاتریک جی. جکسون، جراح مشهوری که با کتانجی براون جکسون که به عنوان دادگاه تجدیدنظر فدرال، برای دادگاه استیناف کلمبیا کار می‌کرد، ازدواج کرد.

## کتابشناسی
- Connolly, Michael J. (Winter 2013). Jonathan Jackson's Thoughts: A High Federalist Critique of the Philadelphia Constitution (PDF). Historical Journal of Massachusetts. Westfield, MA: Westfield State University.
- Gates, Merrill E., ed. (1905). Men of Mark in America. Vol. 1. Washington, DC: Men of Mark Publishing Company – via Google Books.
- George H. Moses, Chairman, U.S. Congress Joint Committee on Printing (1928). Biographical Directory of the American Congress, 1774-1927. Washington, DC: U.S. Government Printing Office – via Google Books.{{cite book}}:  نگهداری یادکرد:نام‌های متعدد:فهرست نویسندگان (link)
- Putnam, Elizabeth Cabot; Putnam, James Jackson, eds. (1907). The Hon. Jonathan Jackson and Hannah (Tracy) Jackson, Their Ancestors and Descendants. Boston, MA: T. R. Marvin and Son. ISBN 978-0-598-99470-7 – via Google Books.